# Peter von Koblenz

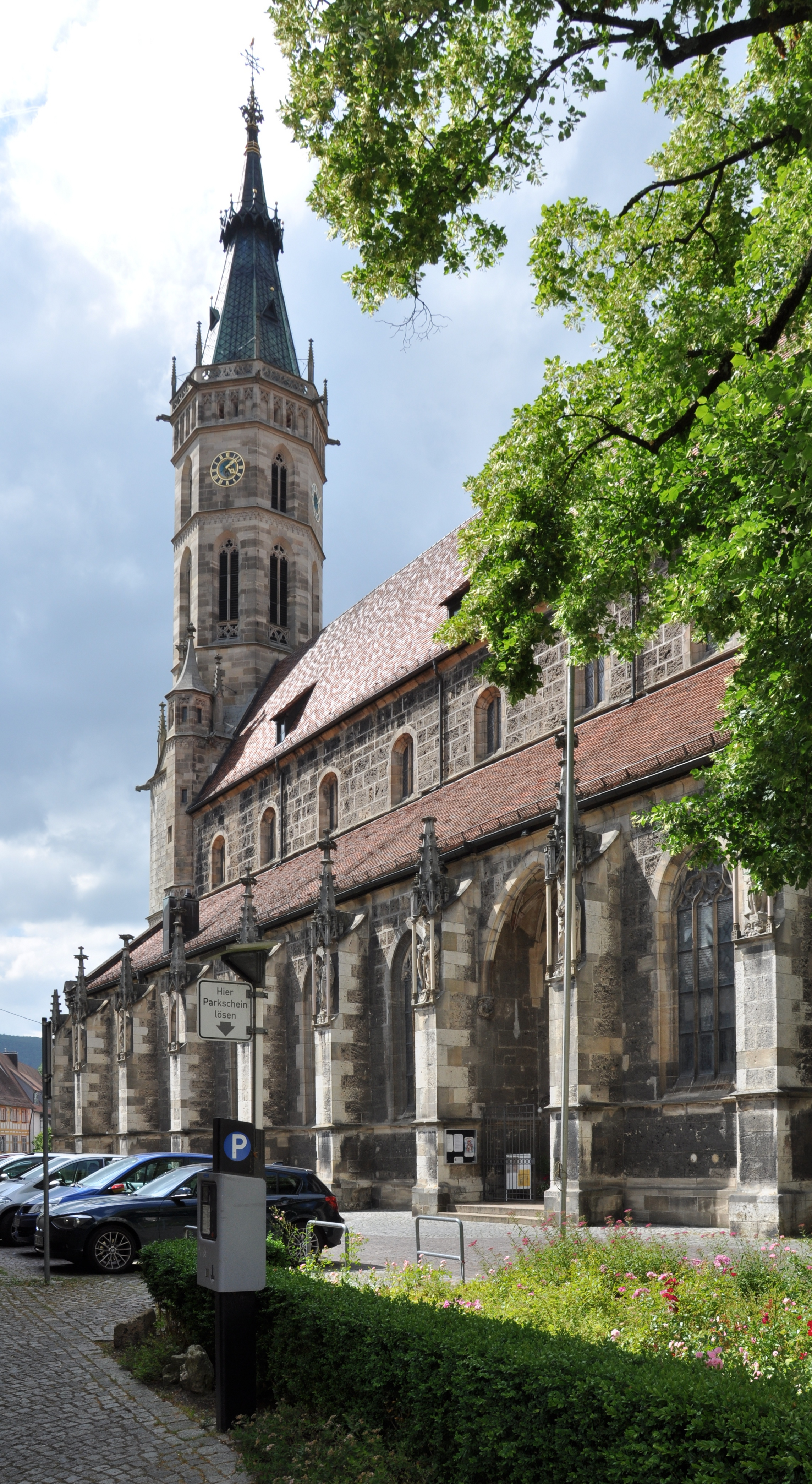
Stiftskirche Sankt Amandus in Bad Urach

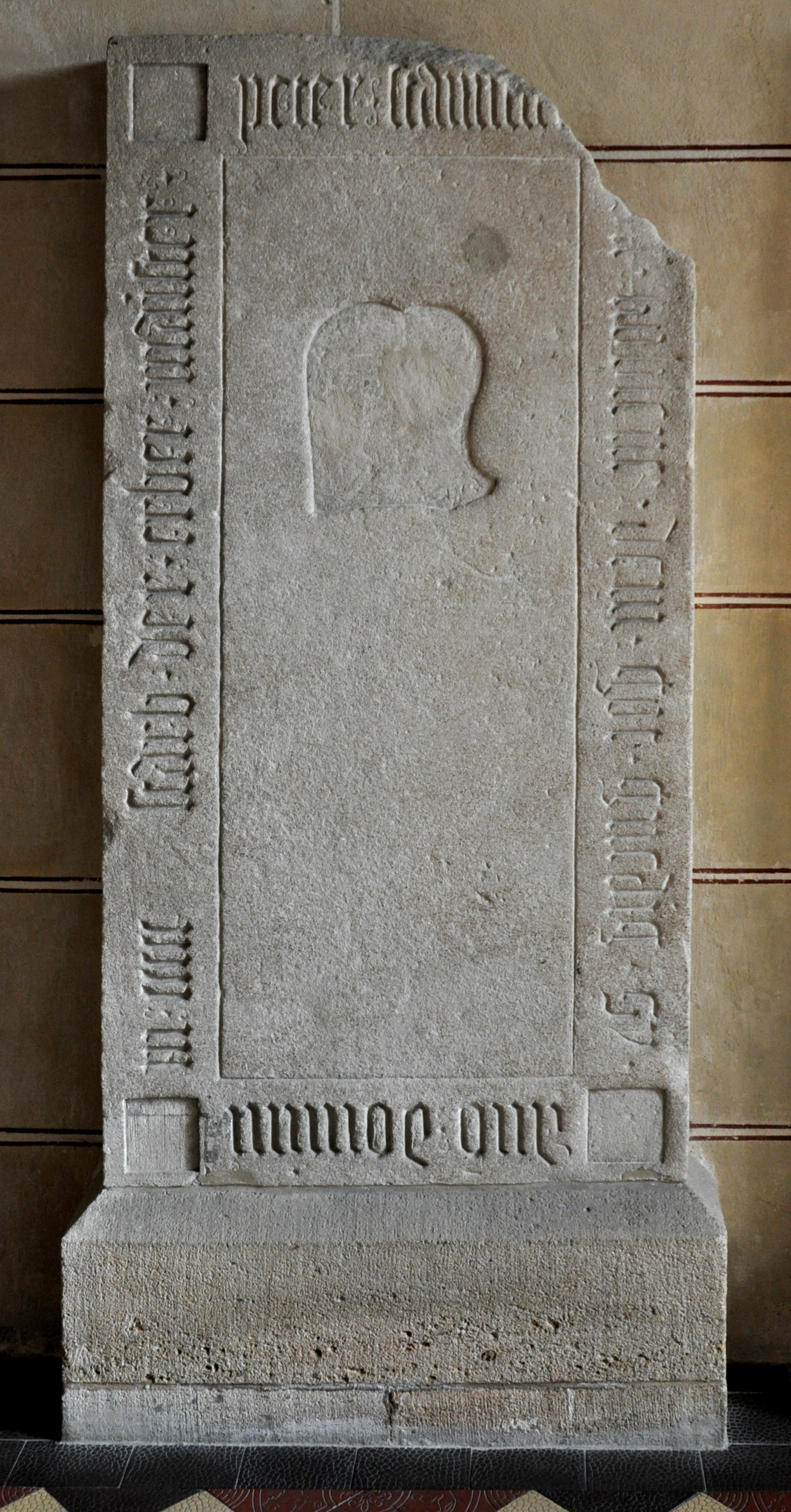
Epitaph des Peter von Koblenz in der Uracher Stiftskirche St. Amandus

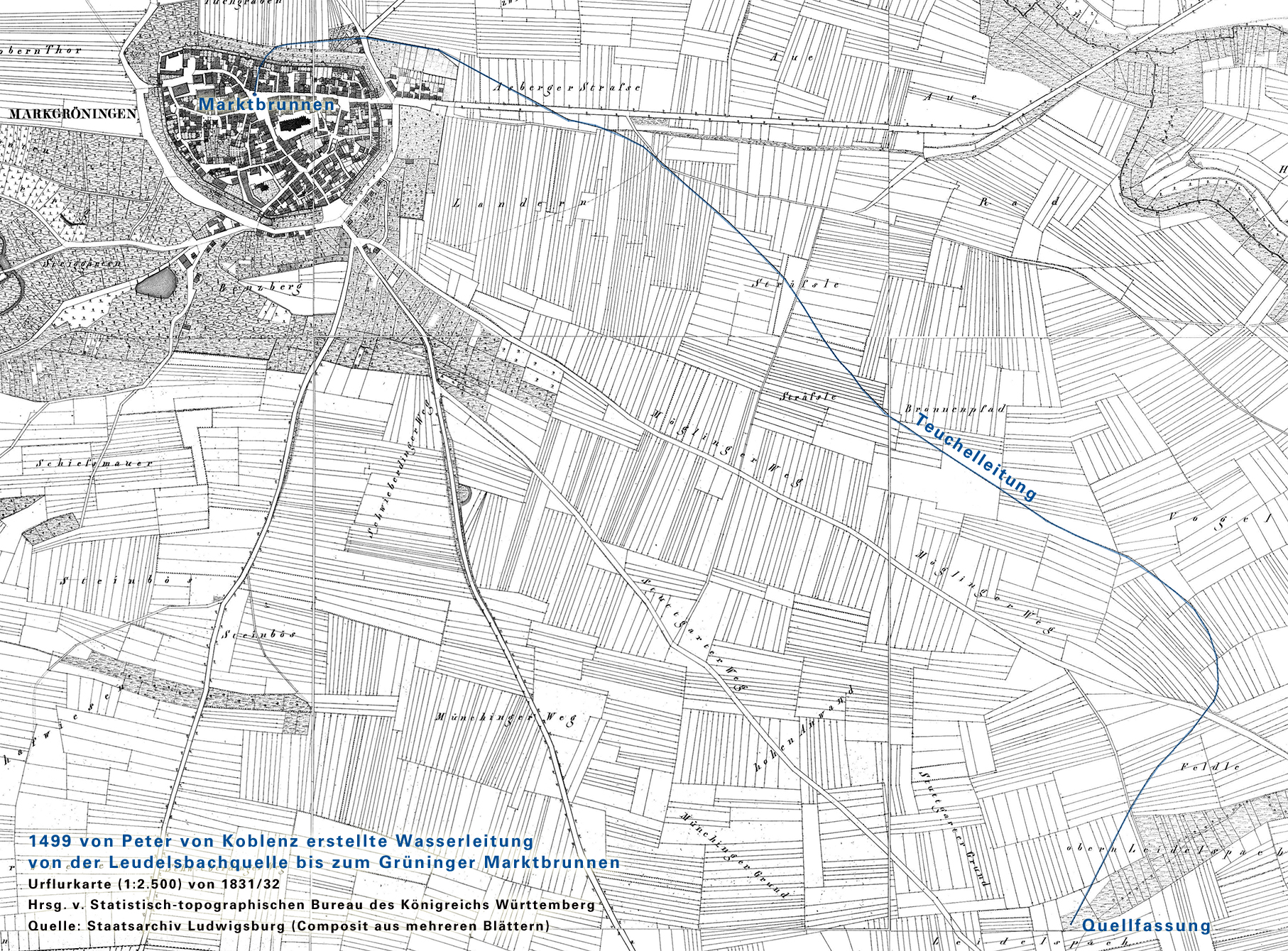
Wasserleitung zum Grüninger Marktbrunnen, 1499 erstellt

Peter von Koblenz, auch Peter Steinmetz von Koblenz genannt (* um 1440 wahrscheinlich in Koblenz; † 1501 in Urach), war ein spätmittelalterlicher Baumeister und Steinmetz, der der Uracher Bauhütte angehörte und an zahlreichen Sakralbauten in Württemberg arbeitete.

## Werke
Meist im Auftrag von Graf Eberhard im Bart baute Peter von Koblenz viele Kirchen in Württemberg: zum Beispiel die Stiftskirche St. Amandus in Urach, von 1470 bis 1483 zusammen mit Hans Augsteindreyer die Stiftskirche in Tübingen oder die von ihm bis 1487 erneuerte Dorfkirche in Heutingsheim. Nach der Wiedervereinigung Württembergs folgte er Graf Eberhard 1482 nach Stuttgart und wirkte hier bis 1490 zusammen mit Aberlin Jörg, dem führenden Baumeister im bisherigen Stuttgarter Landesteil. Für das Kloster Hirsau erstellte er 1491 den nördlichen Flügel des Kreuzgangs und darüber hinaus wohl auch andere, nicht mehr erhaltene Bauteile. In Schwieberdingen stellte er von 1495 bis 1498 den von Aberlin Jörg begonnenen Chor der Georgskirche fertig.
In der benachbarten Amtsstadt Grüningen zapfte er die Quelle des Oberen Leudelsbaches an, um den von ihm 1499 erbauten Marktbrunnen über eine rund vier Kilometer lange Teuchelleitung mit fließendem Wasser zu versorgen. Wegen des geringen Gefälles gilt die bis ins 20. Jahrhundert genutzte Leitung als ingenieurtechnische Meisterleistung. Zuvor hatte er in Urach an dem von Herzog Eberhard 1495 gestifteten Marktbrunnen mitgearbeitet.
In der Turmhalle der Uracher Stiftskirche St. Amandus steht ein Epitaph des am 16. November 1501 verstorbenen Baumeisters. Die Leerstelle beim Todesdatum (MCCCCC_) legt die Vermutung nahe, dass er das Epitaph selbst gestaltet hat und die Ergänzung der fehlenden 1 nach seinem Ableben vergessen wurde. Die teils beschädigte Inschrift lautet „an[n]o domini m ccccc … starb der erber maister peter stainme[cz] [v]on koblencz dem got gnedig sy“. Das zentrale Feld des kopfüber aufgestellten Epitaphs zeigt nur noch die eingetieften Konturen seines Wappenschildes.